# Mathias Jensen
Mathias Jensen (Jerslev, Sjælland, 1996. január 1. –) dán válogatott labdarúgó, az angol Brentford középpályása.

## Pályafutása

### Klubcsapatokban
Jensen a dániai Sjælland szigetén található Jerslevben született. Az ifjúsági pályafutását a Hvidebæk és a Kalundborg csapatában kezdte, majd a Nordsjælland akadémiájánál folytatta.
2015-ben mutatkozott be a Nordsjælland első osztályban szereplő felnőtt keretében. 2018-ban a spanyol Celta Vigohoz igazolt. 2019. július 10-én négyéves szerződést kötött az angol másodosztályban érdekelt Brentford együttesével. Először a 2019. augusztus 3-ai, Birmingham City ellen 1–0-ra elvesztett mérkőzésen lépett pályára. Első gólját 2019. november 30-án, a Luton Town ellen hazai pályán 7–0-ás győzelemmel zárult találkozón szerezte meg. A 2020–21-es szezonban feljutottak a Premier League-be.

### A válogatottban
Jensen az U18-astól az U21-esig több korosztályos válogatottban is képviselte Dániát.
2020-ban debütált a felnőtt válogatottban. Először a 2020. október 7-ei, Feröer ellen 4–0-ra megnyert mérkőzésen lépett pályára. Első gólját 2021. március 28-án, Moldova ellen 8–0-ás győzelemmel zárult VB-selejtezőn szerezte meg.

## Statisztikák
2023. május 20. szerint
| Klub         | Szezon   | Osztály          | Bajnokság | Bajnokság | Kupa  | Kupa | Nemzetközi | Nemzetközi | Összesen | Összesen |
| Klub         | Szezon   | Osztály          | Meccs     | Gól       | Meccs | Gól  | Meccs      | Gól        | Meccs    | Gól      |
| ------------ | -------- | ---------------- | --------- | --------- | ----- | ---- | ---------- | ---------- | -------- | -------- |
| Nordsjælland | 2015–16  | Danish Superliga | 5         | 1         | 0     | 0    | —          | —          | 5        | 1        |
| Nordsjælland | 2016–17  | Danish Superliga | 22        | 2         | 0     | 0    | —          | —          | 22       | 2        |
| Nordsjælland | 2017–18  | Danish Superliga | 35        | 12        | 1     | 0    | —          | —          | 36       | 12       |
| Nordsjælland | 2018–19  | Danish Superliga | 1         | 0         | 0     | 0    | 1          | 0          | 2        | 0        |
| Nordsjælland | Összesen | Összesen         | 63        | 15        | 1     | 0    | 1          | 0          | 65       | 15       |
| Celta Vigo   | 2018–19  | La Liga          | 6         | 0         | 0     | 0    | —          | —          | 6        | 0        |
| Brentford    | 2019–20  | Championship     | 42        | 1         | 1     | 0    | —          | —          | 43       | 1        |
| Brentford    | 2020–21  | Championship     | 48        | 2         | 5     | 0    | —          | —          | 53       | 2        |
| Brentford    | 2021–22  | Premier League   | 31        | 0         | 4     | 0    | —          | —          | 35       | 0        |
| Brentford    | 2022–23  | Premier League   | 37        | 5         | 2     | 0    | —          | —          | 39       | 5        |
| Brentford    | Összesen | Összesen         | 158       | 8         | 12    | 0    | 0          | 0          | 170      | 8        |
| Összesen     | Összesen | Összesen         | 227       | 23        | 13    | 0    | 1          | 0          | 241      | 23       |

### A válogatottban
| Válogatott | Év       | Pályára lépés | Gól |
| ---------- | -------- | ------------- | --- |
| Dánia      | 2020     | 4             | 0   |
| Dánia      | 2021     | 11            | 1   |
| Dánia      | 2022     | 7             | 0   |
| Dánia      | 2023     | 2             | 0   |
| Összesen   | Összesen | 24            | 1   |

#### Góljai a válogatottban
| # | Időpont           | Helyszín                  | Ellenfél | Gólok | Eredmény | Kiírás               |
| - | ----------------- | ------------------------- | -------- | ----- | -------- | -------------------- |
| 1 | 2021. március 28. | MCH Arena, Herning, Dánia | Moldova  | 5–0   | 8–0      | 2022-es VB-selejtező |

## Sikerei, díjai
Brentford
- Championship
  - Feljutó (1): 2020–21